# توم هوك
توم هوك (بالإنجليزية: Tom Hawk)‏ هو مصور وسياسي أمريكي، ولد في 18 سبتمبر 1946 في كولبي في الولايات المتحدة. حزبياً، نشط في الحزب الديمقراطي. وقد انتخب عضو مجلس نواب كنساس.

## وصلات خارجية
- الموقع الرسمي